# Compute Unified Device Architecture

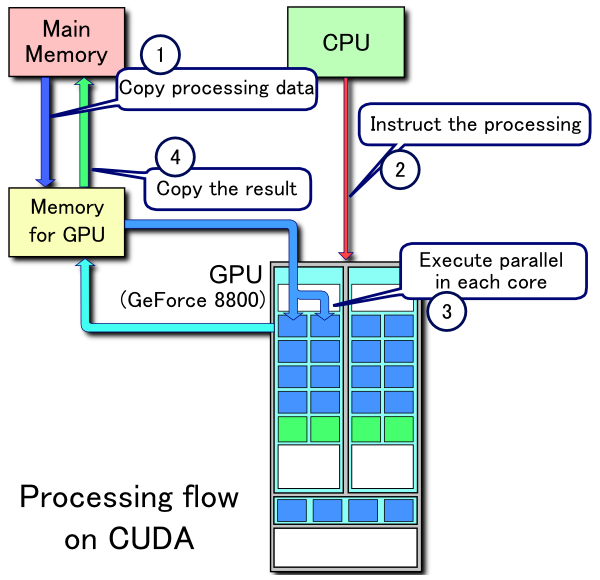
Schéma de principe de l'architecture CUDA

CUDA (initialement l'acronyme de Compute Unified Device Architecture) est une technologie propriétaire de GPGPU (General-Purpose Computing on Graphics Processing Units), c'est-à-dire utilisant un processeur graphique (GPU) pour exécuter des calculs généraux à la place du processeur central (CPU). En effet, ces processeurs comportent couramment de l'ordre d'un millier de circuits de calcul fonctionnant typiquement à 1 GHz, ce qui représente un potentiel très supérieur à un processeur central à 4 GHz, fût-il multicœurs et multi-threads. Cette utilisation requiert que le calcul à effectuer soit parallélisable.
CUDA permet de programmer des GPU en C++. Elle est développée par Nvidia, initialement pour ses cartes graphiques GeForce 8, et utilise un pilote unifié utilisant une technique de streaming (flux continu).
Le premier kit de développement pour CUDA est publié le 15 février 2007.

## Applications
Est réalisable en CUDA tout ce qui demande du calcul intensif maillable en deux ou trois dimensions, ainsi que ce qui est décomposable en calculs indépendants sur des facteurs premiers, tel que cassage de codes, cassage de mot de passe, calculs de structures, simulation de fluides, algorithmes de recuit simulé, calculs économétriques sur de très grandes matrices (des techniques de découpages de ces matrices en blocs permettent de largement en paralléliser le produit).

## Architectures reconnues par CUDA

### Architecture Tesla
L'architecture Tesla, qui offre selon Nvidia la puissance de calcul d'un superordinateur (4 téraflops en simple précision, 80 gigaflops en double précision) pour une somme de 10 000 dollars, est construite sur CUDA.

### Architecture Fermi (obsolète)
L'architecture Fermi, introduite en 2010 avec le GF100, est maintenant obsolète, les versions de CUDA ultérieures aux versions 8.0.x ne la prenant pas en charge.

### Architecture Pascal
L'architecture Pascal, introduite en 2016 avec les cartes GTX1080 et GTX1070 à 2560 cœurs (gravure en 16 nm) et qui utilise de la GDDR5X surcadençable à 2,1 GHz, est également utilisable avec CUDA. NVidia lui annonce 11 téraflops en simple précision.

### Architecture Volta
L'architecture Volta, conçue pour des usages professionnels, a été introduite en 2017 et intègre la carte V100, première architecture de NVidia à introduire l'usage des Tensor Cores, des cœurs d'arithmétique spéciaux qui permettent d'accélérer grandement les calculs de matrices en réduisant la précision de 32 à 16 bit.

### Architecture Turing
L'architecture Turing, introduite en 2018 avec les RTX 20, succède aussi à Pascal, mais vise les particuliers, contrairement à Volta. Elle possède de nouvelles unités arithmétiques en plus de Tensor Cores améliorés, les RT Cores, qui eux permettent d'accélérer les calculs de ray tracing. Cependant ces derniers ne sont pas programmables via CUDA.

## Programmation
CUDA présente plusieurs particularités par rapport à la programmation en C, en proposant d'effectuer des calculs génériques sur GPU :
- hiérarchisation explicite des zones de mémoire (privée, locale, globale) permettant d'organiser finement les transferts entre elles ;
- regroupement des threads en grilles de grilles : grille 1D, 2D ou 3D locale de threads pouvant se partager rapidement la mémoire locale. Les grilles locales sont ordonnées en grille globale permettant d'accéder à la mémoire globale.

Quelques réalisations combinent l'usage du langage Go, très orienté sur la programmation de processus concurrents et la gestion de mémoire sans fuites, avec celui de CUDA.

## Avantages
- Accès relativement standardisé à la puissance de calcul.
- Un programme réalisé avec CUDA reste utilisable sur plus d'une génération de matériel.

## Limites
- Les vitesses de transfert entre l'hôte et le client peuvent être un goulet d'étranglement ; il peut être évité par des copies asynchrones.
- Regroupement des threads par groupe de trente-deux, pour des questions de performances (les warps). Les divergences au sein d'un warp, dues aux exécutions conditionnelles, peuvent nuire grandement aux performances. Il s'agit d'une limitation due au modèle SIMD. De ce fait, tous les algorithmes ne gagnent pas à être portés sur CUDA, et plus généralement sur un modèle SIMD.
- Un code C valide peut être rejeté à cause des contraintes matérielles, telles que le manque de mémoire ou le nombre de threads.
- Les premières versions (1.x) de CUDA ne supportent pas la récursion, les pointeurs de fonctions, et d'autres limites qui tendent à disparaître.
- La précision des calculs : la double précision n'est disponible que depuis la version 1.3. De plus, la norme IEEE 754 n'est que partiellement atteinte : en double précision, le seul mode d'arrondi est round-to-nearest-even. En simple précision, les nombres ne sont pas dénormalisés, le signal NaN est absent et les deux seuls modes d'arrondi sont chop et round-to-nearest even. Ces particularités ne sont pas valables à partir des GPU de Compute Capability 2.0[9].
- Seuls les GPU nVidia supportent CUDA, les fabricants concurrents ne peuvent pas l'implémenter[10],[3].

## Exemples

### Exemple avec émulation de carte
```
#include
 
<stdio.h>

#include
 
<stdlib.h>

#include
 
<cuda.h>

#include
 
<cuda_runtime.h>

__global__

void
 
mykernel
(
float
 
*
A1
,
 
float
 
*
A2
,
 
float
 
*
R
)

{

    
int
 
p
 
=
 
threadIdx
.
x
;

    
R
[
p
]
 
=
 
A1
[
p
]
 
+
 
A2
[
p
];

}

int
 
main
()

{

    
float
 
A1
[]
 
=
 
{
 
1
,
 
2
,
 
3
,
 
4
,
 
5
,
 
6
,
 
7
,
 
8
,
 
9
 
};

    
float
 
A2
[]
 
=
 
{
 
10
,
 
20
,
 
30
,
 
40
,
 
50
,
 
60
,
 
70
,
 
80
,
 
90
 
};

    
float
 
R
[
9
];

    
// 9 additions, aucune boucle !

    
mykernel
<<<
1
 
,
9
>>>
(
A1
,
 
A2
,
 
R
);

    
// sortie à l'ecran

    
for
 
(
int
 
i
 
=
 
0
;
 
i
 
<
 
9
;
 
i
++
)
 
{

        
printf
(
"%f
\n
"
,
 
R
[
i
]);

    
}

}

```

Cet exemple fonctionne seulement si on émule la carte graphique, car on ne recopie pas les données sur la carte. L'émulation a été supprimée à partir de CUDA 3.1[réf. non conforme].
Compilation par :
```
nvcc -deviceemu -o run prog.cu

```

### Exemple avec une carte graphique NVidia
```
#include
 
<stdio.h>

#include
 
<stdlib.h>

#include
 
<cuda.h>

#include
 
<cuda_runtime.h>

__global__

void
 
mykernel
(
float
 
*
A1
,
 
float
 
*
A2
,
 
float
 
*
R
)

{

    
int
 
p
 
=
 
threadIdx
.
x
;

    
R
[
p
]
 
=
 
A1
[
p
]
 
+
 
A2
[
p
];

}

 

int
 
main
()

{

    
float
 
A1
[]
 
=
 
{
 
1
,
 
2
,
 
3
,
 
4
,
 
5
,
 
6
,
 
7
,
 
8
,
 
9
 
};

    
float
 
A2
[]
 
=
 
{
 
10
,
 
20
,
 
30
,
 
40
,
 
50
,
 
60
,
 
70
,
 
80
,
 
90
 
};

    
float
 
R
[
9
];

    
int
 
taille_mem
 
=
 
sizeof
(
float
)
 
*
 
9
;

    
// on alloue de la memoire sur la carte graphique

    
float
 
*
a1_device
;

    
float
 
*
a2_device
;

    
float
 
*
r_device
;

    
cudaMalloc
((
void
**
)
 
&
a1_device
,
 
taille_mem
);

    
cudaMalloc
((
void
**
)
 
&
a2_device
,
 
taille_mem
);

    
cudaMalloc
((
void
**
)
 
&
r_device
,
 
taille_mem
);

    
// on copie les donnees sur la carte

    
cudaMemcpy
(
a1_device
,
 
A1
,
 
taille_mem
,
 
cudaMemcpyHostToDevice
);

    
cudaMemcpy
(
a2_device
,
 
A2
,
 
taille_mem
,
 
cudaMemcpyHostToDevice
);

        

    
//9 additions, aucune boucle !

    
mykernel
<<<
1
,
 
9
>>>
(
a1_device
,
 
a2_device
,
 
r_device
);

 	

    
// on recupere le resultat

    
cudaMemcpy
(
R
,
 
r_device
,
 
taille_mem
,
 
cudaMemcpyDeviceToHost
);

    
// sortie à l'ecran

    
for
(
int
 
i
 
=
 
0
;
 
i
 
<
 
9
;
 
i
++
)
 
{

        
printf
(
"%f
\n
"
,
 
R
[
i
]);

    
}

}

```

Compilation par :
```
nvcc -o add_cuda add_cuda.cu

```

#### Produits concurrents
- OpenCL (API/langage créé à l'origine par Apple, sous licence BSD), et gérée par le Khronos Group Khronos OpenCL comme OpenGL.
- Larrabee de Intel qui a donné naissance aux cartes accélératrices Xeon Phi
- ATI Stream.
- Compute Shaders de Direct3D 11

#### Installation de CUDA en fonction dessystèmes d'exploitation
- Sur Mandriva (vieux)
- Sur Fedora
- Sur Ubuntu
- Sur Slackware

#### Architecture CUDA
- (en) Page sur CUDA du site de Nvidia
- Article sur CUDA Tom's Hardware
- Explications sur CUDA du site Hardware.fr
- Introduction à CUDA sur le site Developpez.com
- Intel MIC
- Khronos OpenCL